# Aleksandra Samecka-Cymerman
Aleksandra Samecka-Cymerman (ur. 13 lipca 1955 we Wrocławiu, zm. 28 maja 2023 tamże) – polska biolog, specjalizująca się w ekologii i hydrobiologii; nauczyciel akademicki.

## Życiorys
Urodziła się w 1955 roku we Wrocławiu. Studia wyższe ukończyła na Wydziale Nauk Przyrodniczych Uniwersytetu Wrocławskiego, gdzie w 1979 roku uzyskała tytuł magistra w zakresie biologii. Bezpośrednio po ukończeniu studiów podjęła pracę naukową w Zakładzie Toksykologii Akademii Medycznej we Wrocławiu. W 1980 roku związała się na stałe ze swoją macierzystą uczelnią. Stopień naukowy doktora nauk przyrodniczych uzyskała w Uniwersytecie Wrocławskim w 1984 roku na podstawie pracy pt. Ekologia mchów wodnych Fontinalis antipyretica L. i Platyhypnidium rusciforme (Neck.) Fleisch i ich wrażliwość na fenol i glikol etylenowy. Stopień naukowy doktora habilitowanego nauk przyrodniczych w zakresie biologii otrzymała w 1995 roku na podstawie rozprawy Biogeochemiczna ekologia Scapania undulata (L.) Dum. w Sudetach. W 1997 roku została mianowana na stanowisko profesora nadzwyczajnego na Uniwersytecie Wrocławskim. Od 1999 roku była kierownikiem Zakładu Ekologii i Ochrony Przyrody Instytutu Botaniki UWr (od 2006 roku Instytut Biologii Roślin) i Studium Doktoranckiego Biologii Środowiskowej przy Wydziale Nauk Biologicznych UWr. W 2003 roku otrzymała tytuł profesora nauk przyrodniczych, a niedługo potem stanowisko profesora zwyczajnego.
Podczas swojej pracy naukowej podjęła współpracę z wieloma ośrodkami w kraju i zagranicą, w tym z zespołem Laboratorium Aquatic Ecology and Biogeology Katolickiego Uniwersytetu w Nijmegen w Holandii. Była także członkiem Towarzystwa Hydrobiologicznego i Polskiego Towarzystwa Przyrodników im. Mikołaja Kopernika.
Zmarła 28 maja 2023 roku.

## Dorobek naukowy
Głównym obszarem zainteresowań Aleksandry Sameckiej−Cymerman były zagadnienia dotyczące: populacyjnej ekologii roślin, zdolności produkcyjnej roślin, wpływu właściwości chemicznych podłoża terenów naturalnych i skażonych na rośliny, wpływu metali ciężkich i związków organicznych na rośliny, możliwości wykorzystania mszaków wodnych w oczyszczaniu wód, chemicznej ekologii roślin występujących na rozmaitych podłożach skalnych, przydatności mszaków wodnych w poszukiwaniach biogeochemicznych, określania poziomu metali ciężkich w roślinach zebranych w obszarach niezanieczyszczonych (wartości tła).